# Freycinetia moratii
Freycinetia moratii är en enhjärtbladig växtart som beskrevs av Huynh. Freycinetia moratii ingår i släktet Freycinetia och familjen Pandanaceae. Inga underarter finns listade.